# Metopoceras philbyi
Metopoceras philbyi är en fjärilsart som beskrevs av Edward P. Wiltshire 1980. Metopoceras philbyi ingår i släktet Metopoceras och familjen nattflyn. Inga underarter finns listade i Catalogue of Life.